# Konrad III. (Kärnten)
Konrad III. von Kärnten (Kuno) († 1061) war von 1056/57 bis 1061 nominell Herzog von Kärnten und Markgraf von Verona.
Er stammte aus dem Hause der Hezeliniden, einer Seitenlinie der Ezzonen. Sein Vater war Graf Hezel von Zülpich, seine Mutter war eine Schwester von Kaiser Konrad II. (?). Er war ein Bruder von Pfalzgraf Heinrich I. von Lothringen, „dem Rasenden“.
Obwohl er sich 1055 am Aufstand von Konrad I. von Bayern und Welf III. gegen Kaiser Heinrich III. beteiligt hatte, war er in Gnaden wieder aufgenommen und 1056 von Kaiserinmutter Agnes mit dem Herzogtum Kärnten betraut worden.
Es gelang ihm aber zeitlebens nicht, die Herrschaft über Kärnten zu übernehmen, denn die eingesessenen Eppensteiner unter Markwart IV. waren zu mächtig.
Es ist nicht einmal sicher, dass Konrad jemals Kärntner Boden betreten hat.

Er starb bereits im Jahr 1061.